# Biblioteka Pedagogiczna w Trzebnicy
Biblioteka Pedagogiczna w Trzebnicy – biblioteka pedagogiczna o profilu naukowym, kierująca swoje zbiory i usługi przede wszystkim do pracowników oświaty oraz osób zainteresowanych kwestiami edukacji na terenie powiatu trzebnickiego.

## Organizacja
Na początku Biblioteka była samodzielną jednostką. W 1977 roku włączono ją do Wojewódzkiej Biblioteki Województwa Wrocławskiego i Miasta Wrocławia jako filię. Od 2000 r. wchodzi – wraz z Ośrodkiem Doradztwa Metodyczno-Programowego – w skład Powiatowego Ośrodka Doradztwa Metodyczno-Programowego w Trzebnicy (po 3 latach przerwy, w lipcu 2011r. wznowiono działalność Ośrodka). Merytorycznie podlega Dolnośląskiej Bibliotece Pedagogicznej we Wrocławiu.

## Władze
Biblioteka Pedagogiczna została założona w 1953 r.
W okresie jej działalności kierownikami byli:
- p. Miziak (1953)[2];
- Zenon Danelski (1954-1957);
- Zofia Gomułkiewicz (1957-1972);
- Edward Walaszek (1972);
- Władysław Zwierzchowski (1973-1977);
- Zofia Gardjan (1977-1981);
- Wojciech Kowalski (1981-1982);
- Lucyna Kowalska (1982-2007);
- Cecylia Śmieszkowska (od 2007)[1].

Obecnie kierownik Biblioteki Pedagogicznej jest również dyrektorem PODM-P oraz ODM-P w Trzebnicy.

## Lokalizacja
Od początku swojego istnienia placówka kilkakrotnie zmieniała swoją siedzibę. Początkowo usytuowana była przy Liceum Wychowawczyń Przedszkoli w Obornikach Śląskich, następnie przeniesiono ją do Trzebnicy, do Szkoły Podstawowej nr 1. Od 1969 funkcjonowała w budynku Szkoły Podstawowej nr 3, a w 1973 roku przeniesiono ją do ratusza. Trudności lokalowe spowodowały, że już w 1975 roku po raz kolejny zbiory zostały przeniesione i dzieliły budynek wraz z Biblioteką Miejską w Trzebnicy.
Od 1991 roku zajmowała pomieszczenia w budynku przy ulicy Wrocławskiej 10 w Trzebnicy. W czerwcu 2014 roku placówkę przeniesiono do budynku przy ul. Nowej 1 (dawna SP nr 2 w Trzebnicy).

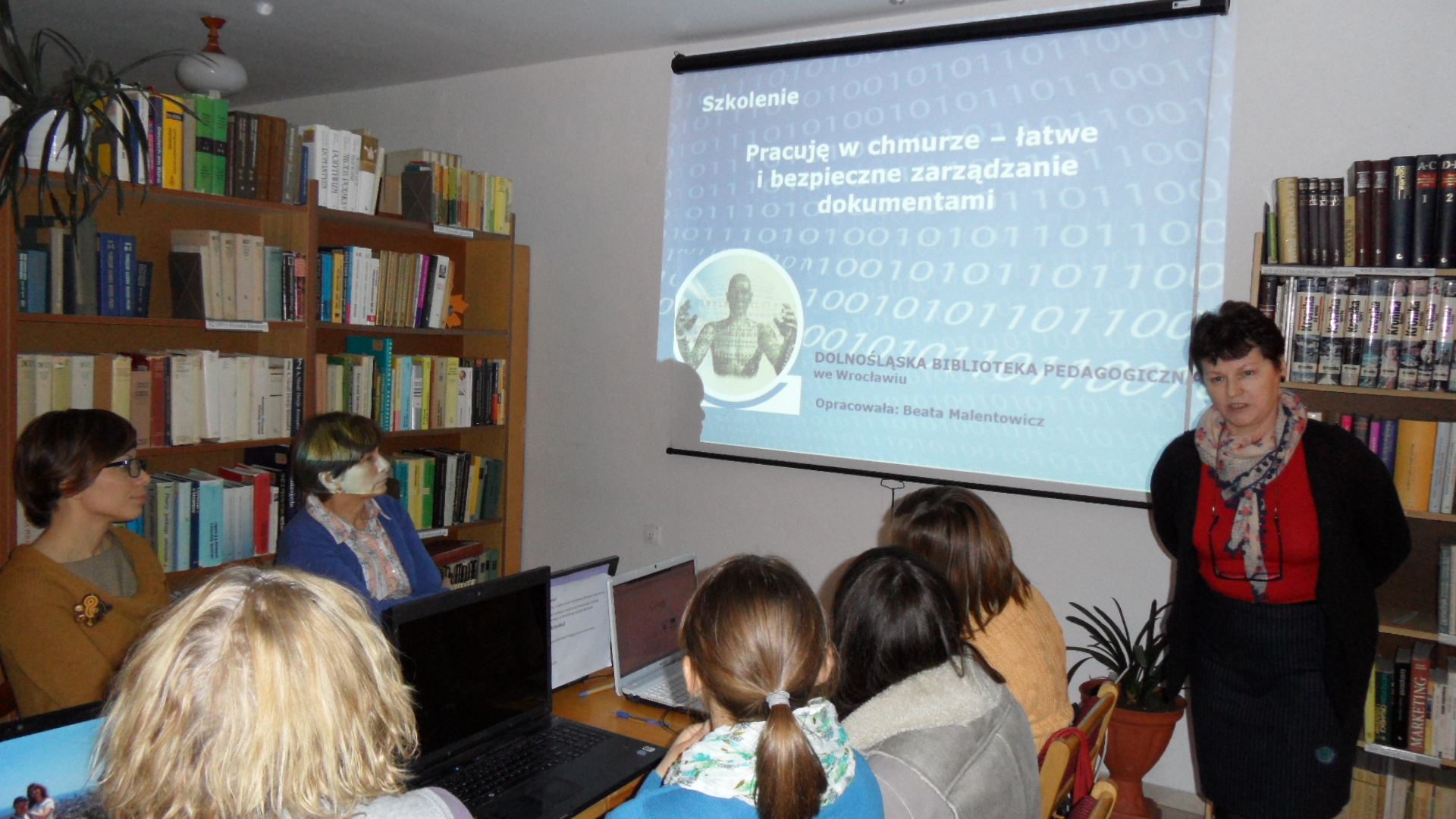
Edukacja

## Zbiory
Biblioteka liczy około 40000 woluminów. Są to wydawnictwa zwarte i ciągłe (czasopisma), a także zbiory multimedialne.

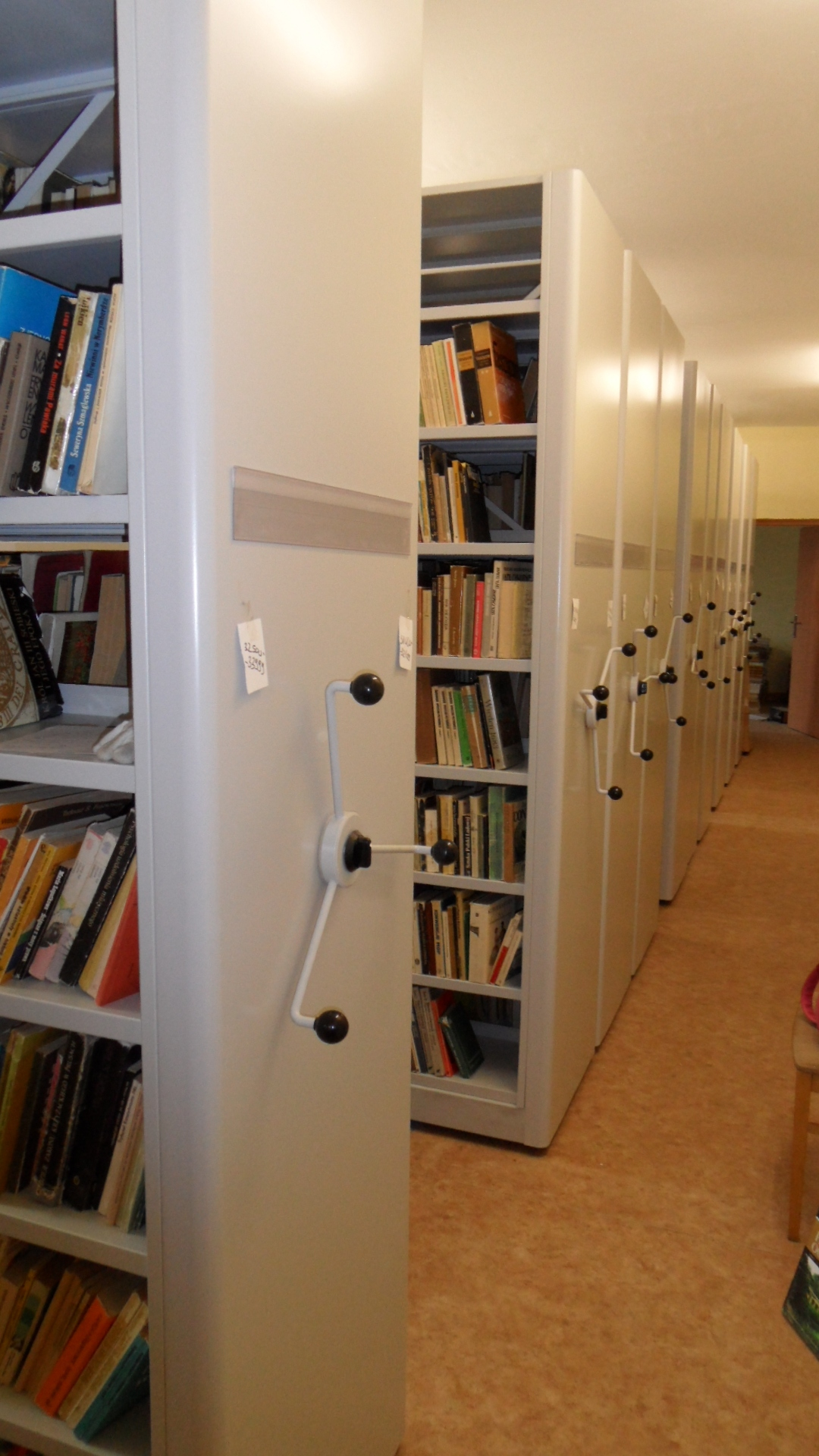
Nowe regały przesuwne